# 枉凝眉
《枉凝眉》是小说《红楼梦》里面的一首词，出自《红楼梦》第五回。
在1987年的电视剧《红楼梦》中，由著名词曲作家王立平谱曲。歌曲的女声原唱者是陈力、男声原唱者是王洁实和叶茅。

## 原文词句
一个是阆苑仙葩，一个是美玉无瑕。
若说没奇缘，今生偏又遇着他；
若说有奇缘，如何心事终虚話？
一个枉自嗟呀，一个空劳牵挂。
一个是水中月，一个是镜中花。
想眼中能有多少泪珠儿，
怎禁得秋流到冬尽，春流到夏！
(注：程式乙本为「如何心事终虚话」，庚辰本为「如何心事终虚化」)

## 白话译文
一个是仙境里生长的美丽花朵，一个是没有缺点的纯洁美玉。
如果说没有神奇的姻缘，为什么这辈子偏偏和他相遇；
如果说是神奇的姻缘，又为什么满腔的爱情最终成了空话？
一个白白地独自叹气，一个白白地魂牵梦挂。
一个是月亮映在水中的影子，一个是镜子中照出的鲜花。
想一想，她的眼中究竟有多少泪水呀，
怎么禁得起从秋天流到冬天．又从春天流到夏天。